# Miniature Garden
MiniatureGarden（ミニチュアガーデン）は、大阪を中心に活動していた女性アイドルグループ。
芸能事務所シルキスエンターテインメント所属。
そのコンセプトに合わせ、事務所（運営）を「花屋」、ファンを「庭師」と呼ぶ。

## 概要
2014年3月23日デビュー。目標に大阪城野外音楽堂単独ライブを掲げ精力的に活動を行っていた。
キャッチコピーは「笑顔の救世主」。これはファーストシングルのタイトルにもなっている。

## メンバー

### 解散時
※年齢順
| カラー   | 名前                     | 生年月日       | ニックネーム | 備考                                 |
| -------- | ------------------------ | -------------- | ------------ | ------------------------------------ |
| ピンク   | 長妻美玖 ながつま みく   | 1999年11月1日  | みくみん     | リーダー                             |
| あか     | 稲澤舞菜 いなざわ まいな | 2000年10月10日 | まいにゃん   | 解散後は桃色革命およびソロ活動に専念 |
| むらさき | 田中梨瑚 たなか りこ     | 2001年9月3日   | りこぴん     | 解散後は群青のユリシーズの活動に専念 |
| あお     | 松葉絢香 まつば あやか   | 2002年2月20日  | あめり       | 解散後は群青のユリシーズの活動に専念 |

### 元メンバー
| カラー   | 名前                       | 生年月日 （年齢） | ニックネーム | 備考           |
| -------- | -------------------------- | ----------------- | ------------ | -------------- |
| ピンク   | 片倉勧奈 かたくら かんな   | 1997年5月21日     | かんちゃん   |                |
| きいろ   | 星野りいな ほしの りいな   | 1998年1月13日     | りいにゃん   |                |
| あか     | 古川み也美 ふるかわ みやび | 2000年3月26日     | みや         | 芸能活動を引退 |
| むらさき | 川見美冴君 かわみ みさき   | 1998年1月8日      | みさきち     | 芸能活動を引退 |
| あお     | 大長世羅 だいちょう せら   | 2000年2月9日      | せらたん     | 脱退           |
| みどり   | 松尾琴菜 まつお ことな     | 1997年5月6日      | こっちゃん   | 脱退           |
| オレンジ | 飯田杏珠 いいだ あんず     | 2001年2月25日     | あんちゃん   | 芸能活動を引退 |
| きいろ   | 竹ノ内良夢 たけのうち らむ | 2002年10月1日     | らむたん     | 芸能活動を引退 |

## 略歴
2014年
- 3月21日 - 第10回日本橋ストリートフェスタ[2]で事前お披露目。
（松尾琴菜・片倉勧奈・星野りいな・大長世羅・古川み也美・飯田杏珠）
- 3月23日 - 日本橋Bar Guild[3]にて行われたワンマンイベント「HAKONIWA PARTY」で正式デビュー。
（松尾琴菜・片倉勧奈・星野りいな・大長世羅・古川み也美・飯田杏珠）
- 4月12日 - 大長世羅・古川み也美・飯田杏珠の中学生3人組のみでライブ出演。
（「マジックカーペットライド＃151」＠中津Vi-code）
- 4月13日 - メンバー個人のtwitterアカウント始動。
- 4月19日 - 大阪十三・シアターセブンで松尾琴菜・星野りいな出演の映画「放課後たち」[4]の舞台挨拶及び上映。
- 5月 - 新メンバー募集開始[5]
- 5月24日 - 川見美冴君がデビュー（「アイドルコート Vol.1」＠アリオ八尾）
- 6月14日 - あるある甲子園1次予選＠ビアハウス86[6]に出演。
- 6月23日 - 松尾琴菜・星野りいなの初ライブ1周年。
- 8月3日 - あるある甲子園2次予選＠ビアハウス86に出演。新衣装をお披露目。
- 8月16日 - 大長世羅・古川み也美の初ライブ1周年。
- 8月17日 - あるある甲子園決勝＠ビアハウス86に出演。
- 8月24日 - Ash OSAKAにて『CINDERELLA STORY LIVE ”地下最高!!”in Osaka』に出演。
- 8月26日 - 大阪 BIG CATにて『Idol Revolution ☆ Music ～番外編～』に出演。
- 10月5日 - 映画「ソフテン！」公開決定記念！スペシャル応援イベントin大阪＠シアターセブンに出演。
- 10月12日 - ソフマップなんばザウルス1にて『おてんばジャンクション』発売記念イベント開催。
- 11月24日 - パピ♡ガーデン＠日本橋BARギルドを開催（Miniature Garden×パピマシェのツーマンライブ）
- 12月27日 - ソフマップなんばザウルス1にて『Miniature Garden 3rd シングル「駆けろ！」リリースイベント』開催。

2015年
- 1月24日 - 竹ノ内良夢がデビュー（「アイドルトルネード」＠livehouse STARBOX[7]）。
またこの日は片倉勧奈の初ライブ1周年となる。
- 1月30日 - 長妻美玖がデビュー（「駆けろ！」リリースイベント＠タワーレコード難波店）
- 3月3日 - 星野りいながメンバーから外れる旨が発表される。
- 3月17日 - 片倉勧奈がメンバーから外れ、「二代目KONAMON」へ移籍する旨が発表される。
- 3月21日 - 第11回日本橋ストリートフェスタ2015[8]に出演
- 4月15日 - 「mint/アセロラノーツ」全国リリースイベント開始[9]
- 4月24日 - 松尾琴菜出演映画「ソフテン！」[10]のレンタル開始。
- 6月23日 - 松尾琴菜初ライブ2周年。
- 7月12日 - 古川み也美卒業。芸能界を完全に引退。
- 8月9日 - AKIBAカルチャーズ劇場にて行われた「@JAM NEXT 番外編～@JAM EXPO 2015 横アリでちゃいまSHOWROOM最終審査～」に出場するも入賞ならず。
- 8月14日 - イオンモールりんくう泉南にて行われた「愛踊祭　愛踊祭関西エリア代表決定戦」に出場するも入賞ならず。
- 8月15日 - 茨木市の喫茶スペース シャンにて行われた「フェアリー日本橋のお友達になりまＳＨＯＷ！2nd STAGE」に出演。主催である女子プロレスラーのフェアリー日本橋さんとトークバトルを繰り広げ、お友達認定を受けた。
- 8月22日 - アメリカ村　FAN-J TWICEにて行われた「大阪の夏恒例の吉田豪×南波一海 アイドル伝説Vol.6」に出演。30分のライブの後、メインMCの吉田豪、南波一海と15分ほどのトークを展開。
- 9月23日 - 川見美冴君、大長世羅の脱退が発表された。
- 11月3日 - 稲澤舞菜がデビュー（「箱庭ムセン~新メンバーお披露目~」＠STARBOX）
- 11月18日 - 松尾琴菜がアリスインプロジェクトの舞台「魔銃ドナーKIX」のハイネアドラー役に抜擢され、大阪、和歌山公演を行う。
- 12月14日 - 新曲「おねがいサンセット」をYouTubeにて先行公開。

2016年
- 2月7日 - 東成区民センター小ホールにて開催された「第3回アイドルソロクイーンコンテスト関西地区予選」[11]に松尾琴菜・竹ノ内良夢が出場。竹ノ内良夢はBブロック5位で予選落ちするもダンス項目でトップの採点を獲得。松尾琴菜はDブロック3位で関西地区代表として準決勝に進出した。
- 2月21日 - なかのZERO小ホールにて開催された「第3回アイドルソロクイーンコンテスト準決勝」[12]に松尾琴菜が出場。Bブロックでパフォーマンス項目観客投票数2位を獲得するも4位で決勝進出ならず。
- 3月20日 - 第12回日本橋ストリートフェスタ2016[13]に出演。
- 3月21日 - 味園ユニバースにて開催された「アバ☆フェス」にて竹ノ内良夢が大衆プロレス松山座座長・松山勘十郎と対戦(スペシャルシングルマッチ異種格闘技戦 3分2ラウンド)。死闘を繰り広げるも時間切れ引き分けに終わる[14]。
- 5月18日 - 妹分グループ「群青のユリシーズ」との合同イベント『箱庭劇場』の第1回公演が心斎橋BRONZEにて開催される。
- 8月2日 - イオンモールりんくう泉南にて行われた「愛踊祭2016 関西エリア代表決定戦」に出場するも入賞ならず。
- 10月26日〜10月30日 - 長妻美玖がアリスインプロジェクトの舞台「クォンタムドールズOSAKA〜量子境界の遊歩者〜[15]」(ランドグリーズ役)に出演。
- 11月23日 - 松尾琴菜が脱退。
- 11月26日 - 稲澤舞菜が桃色革命WESTとして桃色革命に加入(Miniature Gardenとの兼任)。[16]
- 12月24日 - 飯田杏珠が活動休止期間に入る。

2017年
- 1月17日 - 田中梨瑚、松葉絢香が加入（「Miniature Garden ワンマンライブ 〜Re:Start〜」＠日本橋Bar Guild）。
- 4月29日 - 飯田杏珠卒業。芸能界を引退。
- 6月6日 - 竹ノ内良夢の契約解除と、7月17日をもって解散することが、公式ブログで発表された[1][17]
- 7月17日 - 「HAKONIWA　PARTY～笑顔の救世主～」@STARBOXをもって解散。

## 定期公演・ワンマンライブ等
| 公演日         | 公演名                                                          | 会場            | 備考                                                                                          |
| -------------- | --------------------------------------------------------------- | --------------- | --------------------------------------------------------------------------------------------- |
| 2014年3月23日  | HAKONIWA PARTY ～笑顔の救世主誕生～                             | 日本橋Bar Guild | Miniature Garden 正式デビュー                                                                 |
| 2014年3月30日  | HAKONIWA PARTY ～みやびガーデン-古川み也美生誕祭-～             | 日本橋Bar Guild | 笑顔の救世主のMVを初公開                                                                      |
| 2014年4月20日  | HAKONIWA PARTY ～お花見～                                       | 日本橋Bar Guild |                                                                                               |
| 2014年5月6日   | HAKONIWA PARTY ～まつおゴールデン-松尾琴菜生誕祭-～             | 日本橋Bar Guild |                                                                                               |
| 2014年5月18日  | HAKONIWA PARTY ～カルナバルカンナ-片倉勧奈生誕祭-～             | 日本橋Bar Guild |                                                                                               |
| 2014年6月8日   | HAKONIWA PARTY ～6月は何もない～                                | 日本橋Bar Guild |                                                                                               |
| 2014年6月9日   | HAKONIWA NIGHT Vol.1                                            | 日本橋Bar Guild |                                                                                               |
| 2014年6月22日  | HAKONIWA PARTY ～つゆだく～                                     | 日本橋Bar Guild | おてんばジャンクション初披露。                                                                |
| 2014年7月6日   | HAKONIWA PARTY ～夏の大三角関係～                               | 日本橋Bar Guild |                                                                                               |
| 2014年7月7日   | HAKONIWA NIGHT Vol.2                                            | 日本橋Bar Guild |                                                                                               |
| 2014年7月27日  | HAKONIWA PARTY ～夏祭り～                                       | 日本橋Bar Guild |                                                                                               |
| 2014年7月28日  | HAKONIWA NIGHT Vol.3                                            | 日本橋Bar Guild |                                                                                               |
| 2014年8月18日  | 超絶箱庭ラッシュ！ ～箱庭新喜劇開幕～                           | 日本橋Bar Guild | おてんばジャンクションのMV初公開                                                              |
| 2014年8月19日  | 超絶箱庭ラッシュ！ ～尾張名古屋の魔法石～                       | 日本橋Bar Guild |                                                                                               |
| 2014年8月20日  | 超絶箱庭ラッシュ！ ～大天使カンナ様降臨～                       | 日本橋Bar Guild |                                                                                               |
| 2014年8月21日  | 超絶箱庭ラッシュ！ ～猛闘無敵！2000万パワーズ～                 | 日本橋Bar Guild |                                                                                               |
| 2014年8月22日  | 超絶箱庭ラッシュ！ ～とある箱庭の超電美砲～                     | 日本橋Bar Guild |                                                                                               |
| 2014年8月23日  | HAKONIWA TEA PARTY                                              | 日本橋Bar Guild |                                                                                               |
| 2014年8月30日  | HAKONIWA PARTY ～最高の思い出を…～                              | 日本橋Bar Guild |                                                                                               |
| 2014年9月7日   | 箱庭ムセン                                                      | 日本橋Bar Guild |                                                                                               |
| 2014年9月11日  | HAKONIWA PARTY ～お月見～                                       | 日本橋Bar Guild |                                                                                               |
| 2014年9月11日  | HAKONIWA NIGHT Vol.4                                            | 日本橋Bar Guild |                                                                                               |
| 2014年9月19日  | HAKONIWA NIGHT Vol.5                                            | 日本橋Bar Guild |                                                                                               |
| 2014年10月13日 | HAKONIWA PARTY ～十月の一撃～                                   | 日本橋Bar Guild |                                                                                               |
| 2014年12月14日 | HAKONIWA CHRISTMAS PARADE 2014 〜七人の刺客〜                   | 梅田Zeela       | 1st ワンマンライブ 「駆けろ！」「アセロラノーツ」「カレイド」初披露。                         |
| 2014年12月28日 | HAKONIWA PARTY ～忘年会～                                       | 日本橋Bar Guild |                                                                                               |
| 2015年1月11日  | HAKONIWA PARTY ～川見美冴君生誕祭、星野りいな生誕祭～           | STARBOX         |                                                                                               |
| 2015年2月22日  | HAKONIWA PARTY ～大長世羅生誕祭、飯田杏珠生誕祭～               | STARBOX         |                                                                                               |
| 2015年3月22日  | HAKONIWA 1st ANNIVERSARY ～かけがえのない時間を少し下さい～     | 梅田Zeela       | 2nd ワンマンライブ 「mint」「Pinky Derringer」初披露。                                        |
| 2015年3月28日  | 箱庭ムセン、HAKONIWA PARTY ～古川み也美生誕祭～                 | 日本橋Bar Guild |                                                                                               |
| 2015年5月6日   | 箱庭ムセン、HAKONIWA PARTY ～松尾琴菜生誕祭～                   | 日本橋Bar Guild | mintのMV初公開。 ソロで「灰とダイヤモンド/ももいろクローバーZ」を披露。                       |
| 2015年6月28日  | 4th 両A面 single「mint/アセロラノーツ」発売記念ワンマンイベント | HOLIDAY OSAKA   |                                                                                               |
| 2015年7月25日  | 箱庭Roomオフライン～SHOWROOM目標達成記念Live～                  | 日本橋BARギルド |                                                                                               |
| 2015年8月16日  | HAKONIWA ZERO～縁日～                                           | HOLIDAY Osaka   | 特典会でメンバー全員が浴衣で登場                                                              |
| 2015年8月26日  | HAKONIWA ZERO                                                   | 新宿Motion      | 関西以外で初の無銭ワンマンイベント 集客50人を目指し見事達成                                   |
| 2015年9月27日  | 箱庭ムセン、HAKONIWA PARTY ～竹ノ内良夢生誕祭～                 | STARBOX         | ソロで「ラムのラブソング/松谷祐子」と「大切な君へ/井上苑子」を披露。                          |
| 2015年11月3日  | 箱庭ムセン、HAKONIWA PARTY ～長妻美玖生誕祭～                   | STARBOX         | ソロで「みくみくにしてあげる♪/初音ミク」と「せーので恋しちゃえ/中川翔子」を披露。             |
| 2015年12月24日 | HAKONIWA CHRISTMAS PARTY～箱庭からのプレゼント～                | 梅田Zeela       | メンバーがサンタやトナカイなどのコスプレでライブを行った。                                    |
| 2015年12月25日 | HAKONIWA CHRISTMAS PARADE2015～サンタでいっぱいの夜～           | 梅田Zeela       | 3rd ワンマンライブ 新曲「明日への花束」初披露。                                               |
| 2016年1月24日  | HAKONIWA PARTY IN東京                                           | 秋葉原地下      | 東京での初めての有料ワンマンイベント。                                                        |
| 2016年2月20日  | HAKONIWA PARTY〜飯田杏珠生誕祭〜                                | STARBOX         | ソロで「オレンジ / アニメ『とらドラ！』キャラクターソング」,「ねーえ？ / 松浦亜弥」を披露。   |
| 2016年4月10日  | HAKONIWA PARTY〜お花見〜                                        | STARBOX         | 明日への花束のMVを初公開。                                                                    |
| 2016年5月8日   | HAKONIWA PARTY〜松尾琴菜生誕祭〜                                | STARBOX         | ソロで「スキちゃん / スマイレージ」 「走れ！ / ももいろクローバーZ」を披露。                  |
| 2016年9月25日  | Miniature Garden ワンマンライブ 〜5人のかぐや姫〜               | ESAKA MUSE      | 4thワンマンライブ 「奇跡の歌をうたいたい」「Believe my chocolate」を初披露。                  |
| 2016年10月1日  | HAKONIWA PARTY〜竹ノ内良夢生誕祭〜                              | STARBOX         | ソロで「ラムのラブソング / 松谷祐子」 「我武者LIFE / ℃-ute」を披露。                          |
| 2016年10月10日 | HAKONIWA PARTY〜稲澤舞菜生誕祭〜                                | STARBOX         | ソロで「ふわふわ時間 / 桜高軽音部」 「MajiでKoiする５秒前 / 広末涼子」を披露。                |
| 2016年11月5日  | HAKONIWA PARTY〜長妻美玖生誕祭〜                                | STARBOX         | ソロで「らしくない / NMB48」 「Pinky Derringer（ギター弾き語り） / Miniature Garden」を披露。 |
| 2016年11月23日 | HAKONIWA PARTY                                                  | STARBOX         | このライブをもって松尾琴菜が脱退。                                                            |
| 2016年12月24日 | HAKONIWA CHRISTMAS PARADE 2016 〜開戦前夜〜                     | HOLIDAY OSAKA   | 5thワンマンライブ この日をもって飯田杏珠が活動休止期間に入る。                                |
| 2017年1月17日  | Miniature Garden ワンマンライブ 〜Re:Start〜                    | 日本橋BARギルド | 入場料無料・ドリンク代不要の完全無料ワンマンライブ 「タイガー!タイガー!タイガー!」を初披露。  |
| 2017年4月29日  | HAKONIWA PARTY～飯田杏珠卒業式～                                | STARBOX         | このライブをもって飯田杏珠が卒業。                                                            |
| 2017年7月17日  | HAKONIWA PARTY～笑顔の救世主～                                  | STARBOX         | このライブをもって解散。                                                                      |

## 主な遠征
| 公演日            | 公演名                                                              | 都市名 | 会場                                                     | 備考                       |
| ----------------- | ------------------------------------------------------------------- | ------ | -------------------------------------------------------- | -------------------------- |
| 2014年4月26～27日 | ニコニコ超会議3                                                     | 東京   | 幕張メッセ                                               | Miniature Garden 初の遠征  |
| 2014年6月21日     | びわ湖アイドルコレクション Vol.7＋SEKIGAHARA IDOL WARS              | 滋賀   | 石山U☆STONE                                              | 滋賀初遠征                 |
| 2014年7月21日     | 第32回ひろしま ロコドルフェスティバル                               | 広島   | アリスガーデン                                           | 広島初遠征                 |
| 2014年8月2日      | 安城七夕まつり                                                      | 愛知   | 本通商店街きーぼー村ステージ                             | 愛知初遠征                 |
| 2014年8月10日     | あるあるCity VS RELiGiOUS ～俺たちの甲子園～（仮）                  | 福岡   | あるあるCity B1Fスタジオ                                 | 福岡初遠征                 |
| 2014年9月27日     | 『IDOL侍～しまのわの合戦』 inしまのわご当地グルメフェスティバル     | 愛媛   | 愛媛県今治市 大丸跡地                                    | 愛媛初遠征                 |
| 2015年2月15日     | 北陸アイドルフェスティバル vol.3                                    | 石川   | 金沢駅もてなしドーム                                     | 石川初遠征                 |
| 2015年2月28日     | 歌姫物語 in 京都                                                    | 京都   | KBSホール                                                | 京都初遠征                 |
| 2015年4月11日     | 戦国アイドルまつり                                                  | 三重   | 伊勢安土桃山文化村                                       | 三重初遠征                 |
| 2015年5月30日     | 和歌山アイドルフェスティバル２０１５                                | 和歌山 | 和歌山マリーナシティ ポルトヨーロッパ内Ｆｕｎ×Ｆａｍ劇場 | 和歌山初遠征               |
| 2015年6月6日      | Miniature Garden 4th single「mint/アセロラノーツ」リリースイベント  | 宮城   | タワーレコード仙台パルコ店                               | 宮城初遠征                 |
| 2015年8月9日      | @JAM NEXT 番外編～@JAM EXPO 2015 横アリでちゃいまSHOWROOM最終審査～ | 東京   | AKIBAカルチャーズ劇場                                    | 入賞ならず                 |
| 2015年8月24日     | HAKONIWA ZERO                                                       | 東京   | 新宿Motion                                               | 東京で初の無銭単独ライブ   |
| 2015年8月24日     | 箱庭Roomオフライン～Showroom目標達成記念フリーライブ                | 名古屋 | 栄RAD                                                    | 名古屋で初の無銭単独ライブ |
| 2016年1月5日      | IDOL BEST -48 IDOL BEST -49                                         | 山口   | K:TRACK                                                  | 山口初遠征                 |

## ディスコグラフィ

### シングル
| #                                 | 発売日                            | 収録曲                                | 備考                                                                                                   | インディーズ ウィークリー 順位    |
| インディーズ（FULLSMILE RECORDS） | インディーズ（FULLSMILE RECORDS） | インディーズ（FULLSMILE RECORDS）     | インディーズ（FULLSMILE RECORDS）                                                                      | インディーズ（FULLSMILE RECORDS） |
| --------------------------------- | --------------------------------- | ------------------------------------- | --- | --------------------------------- |
| 1                                 | 2014/4/20                         | 笑顔の救世主                          | 1stシングル 作詞：しょうゆ つぶ貝 作曲：池住祥平                                                       | 位                                |
| 1                                 | 2014/4/20                         | 笑顔の救世主(Off Vocal)               | － | 位                                |
| 2                                 | 2014/9/19                         | おてんばジャンクション                | 2ndシングル 作詞：つぶ貝・作曲：池住祥平 オリコンデイリー24位、オリコンインディーズ・ウィークリー13位  | 13位                              |
| 2                                 | 2014/9/19                         | スターライト・ハレーション            | 作詞：つぶ貝・作曲：池住祥平                                                                           | 13位                              |
| 2                                 | 2014/9/19                         | アルファカ                            | 作詞：つぶ貝・作曲：池住祥平 映画「放課後たち」主題歌                                                  | 13位                              |
| 2                                 | 2014/9/19                         | おてんばジャンクション(Off Vocal)     | － | 13位                              |
| 2                                 | 2014/9/19                         | スターライト・ハレーション(Off Vocal) | － | 13位                              |
| 2                                 | 2014/9/19                         | アルファカ(Off Vocal)                 | － | 13位                              |
| 限 定                             | 2014/12/14                        | KONAMON THE NEW WORLD                 | ファーストワンマン記念盤 作詞：つぶ貝・作曲：池住祥平                                                  | －                                |
| 限 定                             | 2014/12/14                        | HAKONIWA PARADE                       | 作詞：つぶ貝・作曲：GUN-Z                                                                              | －                                |
| 限 定                             | 2014/12/14                        | KONAMON THE NEW WORLD(Off Vocal)      | － | －                                |
| 限 定                             | 2014/12/14                        | HAKONIWA PARADE(Off Vocal)            | － | －                                |
| 3                                 | 2015/2/26                         | 駆けろ！                              | 3rdシングル 作詞：前田貴宏・作曲：池住祥平 オリコンデイリー13位、オリコンインディーズ・ウィークリー7位 | 7位                               |
| 3                                 | 2015/2/26                         | カレイド                              | 作詞：前田貴宏・作曲：池住祥平                                                                         | 7位                               |
| 3                                 | 2015/2/26                         | モーニング・グローリー                | 作詞：前田貴宏・作曲：GUN-Z                                                                            | 7位                               |
| 3                                 | 2015/2/26                         | 駆けろ！(Off Vocal)                   | － | 7位                               |
| 3                                 | 2015/2/26                         | カレイド(Off Vocal)                   | － | 7位                               |
| 3                                 | 2015/2/26                         | モーニング・グローリー(Off Vocal)     | － | 7位                               |
| 4                                 | 2015/6/24                         | mint                                  | 4thシングル 作詞：前田貴宏・作曲：池住祥平 オリコンデイリー23位、オリコンインディーズ・ウィークリー6位 | 6位                               |
| 4                                 | 2015/6/24                         | アセロラノーツ                        | 作詞：前田貴宏・作曲：GUN-Z                                                                            | 6位                               |
| 4                                 | 2015/6/24                         | mint(Off Vocal)                       | － | 6位                               |
| 4                                 | 2015/6/24                         | アセロラノーツ(Off Vocal)             | － | 6位                               |
| 5                                 | 2016/5/25                         | 明日への花束                          | 5thシングル 作詞：前田貴宏・作曲：池住祥平 オリコンデイリー-位、オリコンインディーズ・ウィークリー-位  | -位                               |
| 5                                 | 2016/5/25                         | おねがいサンセット                    | 作詞：前田貴宏・作曲：GUN-Z                                                                            | -位                               |
| 5                                 | 2016/5/25                         | 明日への花束(Off Vocal)               | － | -位                               |
| 5                                 | 2016/5/25                         | おねがいサンセット(Off Vocal)         | － | -位                               |

### DVD
| #                 | 発売日            | タイトル                                                          | 備考                                                            |
| FULLSMILE RECORDS | FULLSMILE RECORDS | FULLSMILE RECORDS                                                 | FULLSMILE RECORDS                                               |
| ----------------- | ----------------- | ----------------------------------------------------------------- | --------------------------------------------------------------- |
| 1                 | 2015/6/1          | 1stワンマンライブDVD HAKONIWA CHRISTMAS PARADE 2014〜七人の刺客〜 | 2014年12月14日梅田Zeelaにて行われたワンマンライブを収録した作品 |

## 媒体

### テレビ
- 2014/8/30　テレビ東京「ハックツベリー」のあるある甲子園を紹介するコーナーで大阪地区の出場者として取り上げられる
- 2015/8/21　朝日放送「おはようコールABC」の愛踊祭を紹介するコーナーで関西地区代表決定戦の出場者として取り上げられる

### 映画
- 放課後たち(2014年)　松尾琴菜：「ロリータなんて」菜々美役、星野りいな：「世紀末の人」荒戸 亜美役
- ソフテン![21](2014年)　松尾琴菜：金華高校、ピッチャー平田役

### 雑誌・書籍
- 月刊De☆view 2014年5月号[22]にインタビュー記事掲載
- CDジャーナル 2015年5月号[23]に「駆けろ!」の記事が掲載